# Phytomyza buhri
Phytomyza buhri is een vliegensoort uit de familie van de mineervliegen (Agromyzidae). De wetenschappelijke naam van de soort is voor het eerst geldig gepubliceerd in 1930 door Hering in Buhr.